# Bandeira da Polícia Militar do Paraná
A Bandeira da Polícia Militar do Paraná (PMPR) é o estandarte que oficialmente representa a Corporação nas solenidades oficiais e outras missões desempenhadas.

## Descritivo
A bandeira é em formato retangular, na proporção de quatorze módulos de largura por vinte de comprimento. Campo todo talhado de blau, com o Brasão Institucional em cores ao centro, contornado por ramos dourados cruzantes em ponta e, inferiormente, listel de ouro com a data 10 de agosto de 1854 em sable.

## Uso
- O uso da bandeira observa o seguinte:[1]
  - I - hasteamento em mastro em todas as unidades, nas datas festivas de 17 de maio (data alusiva ao Patrono da Polícia Militar do Paraná) e 10 de agosto (aniversário de criação da PMPR);
  - II - guardada no gabinete do comandante, chefe ou diretor, em local apropriado, juntamente com outras Bandeiras e estandartes;
  - III - conduzida por tropa a pé, a cavalo ou em viatura, por ocasião de solenidades e demais atos oficiais.
- A Bandeira da PMPR, quando hasteada juntamente com a Bandeira Nacional ou com ela conduzida, ocupará a posição à esquerda desta.[1]
- Na panóplia, ela é fixada à esquerda da Bandeira Nacional, a qual terá à direita a Bandeira do Estado do Paraná.[1]